# Consell Militar Siríac
El Consell Militar Siríac (siríac: ܡܘܬܒܐ ܦܘܠܚܝܐ ܣܘܪܝܝܐ Mawtbo Fulhoyo Suryoyo, abreviació: MFS (per les sigles en anglès); àrab: المجلس العسكري السرياني السوري) és una organització militar assíria a Síria fundada el 8 de gener de 2013 amb l'objectiu és defensar els drets dels assiris, els assiris cristians i dels assiris arameus a Síria. L'organització lluita principalment a les zones altament poblades per assiris, això és la Governació d'Al-Hasakah.
El 16 de desembre de 2013, el Consell Militar Siríac va anunciar la fundació d'una acadèmia militar anomenada "Màrtir Abgar".
El 24 de desembre, el MFS va difondre imatges mostrant els seus membres prenent el control de la població assíria de Ghardukah, a 8 quilòmetres al sud de Qahtaniyah (Tirbespiyê/Qabre Hewore). Durant una operació iniciada per les Unitats de Protecció Populars (YPG), juntament amb el MFS, va fer fora l'organització jihadista Jabhat al-Nusra que ocupava el municipi. El 8 de gener de 2014, el MFS va anunciar que el grup s'unia a les posicions de les YPG.
La branca femenina del MFS s'anomena Forces Femenines de Protecció Bethnahrin.

## Operacions Tell Brak i Tel Hamis
El MFS era va participar de l'ofensiva encapçalada per les YPG contra Jabhat al-Nusra i l'Estat Islàmic (EI), que va començar el 26 de desembre de 2013 a les àrees circumdants de Tel Hamis. Les YPG i el MFS van ser incapaces d'alliberar Tel Brak i Tel Hamis i van haver de cancel·lar l'ofensiva. El 23 de febrer de 2014,  es va intentar per sorpresa una ofensiva que va acabar amb l'alliberament de Tel Brak, però van ser incapaces de defensar-la amb contundència fins que va ser capturada altra vegada per tribus àrabs locals.

## Ofensiva a la frontera Síria-Iraq
MFS, juntament amb les YPG, van participar en una ofensiva al llarg de la frontera entre Síria i Iraq. La coalició va aconseguir expulsar les forces d'Estat Islàmic després que prengués el control de Mossul i la major part de la província de Nínive durant el mes de juny. L'operació es va concloure amb l'alliberament de Til-Kocar, al costat sirià de la frontera, i Rabia, al costat iraquià.

## Ofensiva a Nínive i Sinjar
MFS, juntament amb les YPG, el PKK i d'altres aliats, va participar en una ofensiva a la província iraquiana de Nínive al districte de Sinjar, per protegir les minories, sobretot la iazidita, d'Estat Islàmic.

## Operacions a la Vall del Khabu
Estat Islàmic va llançar una sèrie d'atacs a finals de febrer de 2015 contra poblacions cristianes a la Governació d'al-Hassakeh, concretament a la vall del riu Khabur, amb la finalitat de capturar l'estratègica ciutat de Tel Tamer sota el control del MFS i les YPG. A principis de març de 2015 unitats del Consell Militar Sirià i les YPG estaven involucrats en forts enfrontaments a la regió, especialment al voltant de les poblacions de Tel Nasri i Tel Mghas. El 15 de març de 2015, el Consell va informar que finalment va aconseguir el control total de Tel Mghas.